# Capim-balça
O capim-balça (Paspalum riparium) é uma erva forrageira da família das gramíneas, nativa do Brasil. Tal espécie vegeta em terrenos brejosos. Possui rizomas fibrosos, folhas lineares e inflorescências em panículas terminais. Serve de forragem para o gado.